# كتاب دفاتر الأيام
يبدأ الأستاذ فضل النقيب  في (دفاتر الأيام) تصوير المشهد السياسي والاجتماعي في عدن السبعينات بعد عودته خريجا من القاهرة.
وقد بقي اربع سنوات في الجنة الماركسية  مديرا للتلفزيون والإذاعة، وعندما ارسل في وفد ادبي إلى صنعاء، وحلقت به الطائرة وتأكد انها أصبحت في الجو، مال على اذن رفيقه واخبره انه لن يعود. ومال رفيقه على اذنه واخبره أنه غير عائد. تبدأ الصورة هزلية في (دفاتر الأيام)
الطلاب يحضرون معهم بقايا الخبز والاعشاب لاغنام العميد التي أصبحت تدخل إلى الصفوف لتبترد وتقضم أحذية التلاميذ، ثم تتطور إلى مشاهد مرعبة في بلد تسيطر فيه اللجان ويساق رجاله إلى الإعدام.
تحدث فضل النقيب من خلال دفاتره الخاصة عن أيام دولة وتجربة أمة، ناهيك عن روايته بحس مرهف لتجربة إنسانية جديرة بالقراءة. إنه شاهد على بعض من تفاصيل تلك المرحلة تماما مثلما شهدت الكاتبة الصينية يونغ تشانغ عن مرحلة حكم الرئيس ماو في روايتها بجعات بريّة.
لقد نشرت مادة الكتاب على حلقات في جريدة الاتحاد الإماراتية في 1998 ثم جمعت من طرف وزارة الثقافة اليمنية وصدرت مؤخراً في كتاب، أي بعد ثماني سنوات ونحن نعرف أن للكتابة الصحفية محاذيرها وحدودها ونمطها أيضا، لكن مع هذا لم تفقد تلك الكتابة نكهتها الخاصة حيث يتداخل التاريخ مع الحياة الخاصة وتضاريس الجغرافيا مع القناعات، والطموحات والآمال الكبرى مع الأوهام، وليس مبالغة إذا قلنا أن هذا النوّع من الكتابة يعمّر لفترة طويلة من الزمن ¸لأن التاريخ الاجتماعي يتحرّك داخله.
من البداية يروي النقيب بوعي تاريخه الخاص ضمن علاقته بعناصر النخبة في الحقلين الإعلامي والثقافي بمعناه الشامل، وأيضا ضمن مسيرة الدولة ورهان تجربتها، ونحن – القراء – مدينون له بنقل هذه التجربة، التي كما ذكرت في البداية تذكرنا بتاريخنا العربي المشترك.
لذلك أرى أن النقيب قدّم إجابة شافية لهذا السؤال: لماذا تغمر كثير من اليمنيين السعادة بالوحدة رغم أن الفقر يطاردهم والفساد يمثل لغة يومية حسب تقارير اليمنيين أنفسهم واعتراف المؤسسات الرسمية؟ الإجابة هي: أنهم اليوم في الوحدة أفضل حال مما كانوا عليه عندما كانت دولتهم مقسّمة تتحكم في مصيرها القوى الخارجية، وهذا يكشف عن معنى الوحدة عند الإنسان العربي شوقا إليها وإيمانا بها.
كان النقيب رئيسا لدائرة الاخبار في الإذاعة بادئ الأمر (لكن لم تكن هناك أخبار ولا من يحزنون. ان هي الا المنشفة نفسها نغمرها في الماء كل يوم ثم نعيد عصرها في الميكروفون مستمطرين اللعنات على أمريكا والأمبريالية ومسبحين بحمد موسكو والإشتراكية). يروي ان اليمن الجنوبي وقع في قلب الصراع بين موسكو وبكين. وان ماو تسي تونغ قال للرئيس اليمني ووفده: لماذا تبنون المؤسسات؟ يجب أولا ان تهدموا كل شيء ثم تدمروا الجزيرة العربية وبعدها يكون وقت كاف لبناء المؤسسات.
كانت عدن في مطلع السبعينات تغلي في فوهة بركان وقد أخذ الناس بالتدريج يتحولون إلى اشباح، وجوه مصفرة، اجساد هزيلة، عيون زائغة، شعور منكوشة تجللها الغبرة، وأخذ الكثيرون من الناس والعائلات يهيمون على وجوههم بحثا عن لقمة تسد الرمق بعد ان شحت الموارد عقب التأميمات التي شملت كل شيء. من العناوين الداخلية في الكتاب نكتشف طبيعة المرحلة، حتّى إذا ما تعمّقنا في القراءة تمكّنا من إعادة قراءة النصوص والأحداث، لأنها خليط من الرمزية وأحداث حصلت بالفعل، منها غنم العميد، معركة بالأسنان والأيدي، نكد الدنيا، يا قاتل يا مقتول، لا يموت الذئب ولا تفنى الغنم، حكمة الإمام ومقالب العميد، غليان عدن..الدحان، الجرادة وصانونة الموز، كلمات قاتلة، مؤتمر صحفي للغربان، مشكلة سالمين.. وقاضية البار، حكومة القطيع، أوضاع قاتلة، من حر عدن إلى برد صنعاء، وداعا لليمن...الخ
غير أن أروع ما يقدّمه الكاتب هو الحديث عن مدينته عدن التي اعتبرها مدينة أسطورية، التي لطالما انبعثت من رمادها كأنها العنقاء أو طائر الفينيق، تلك المدينة التي أطلق عليها الشعب اليمني لقب أم المساكين يأتيها فقراء اليمن وفقراء الهند والسند وفقراء شرق أفريقيا فتطعمهم من جوع وتؤمنهم من خوف، ويذكر ما ذهب إليه الشاعر الشعبي الذي دخل عدن للمرة الأولى في الخمسنيات فرأى الإنجليز وأحياءهم السكنية وطائفة البهرة بسوقها المسمى باسمها والطائفة الفارسية بمعبدها الواقع في الطويلة ثم الهندوس من البانيان وحاراتهم المتعددة وحّي الصومال في القلوعة والشيخ إسحاق، وأحياء الهنود المسلمين وأخيراً حارة اليهود ومعبدهم ومدرستهم، فحار في هذا الخليط الأممي المتعايش والمتنافر، فقال:
عدن عدن.. يا بندر الهنود
ومن دخل مسلم خرج يهودي
طبقاً للوصف السابق لعدن ولأيامها يصبح وزير الثقافة اليمني السابق خالد عبد الله الرويشان محقا فيما ذهب إليه، حين قال عن فضل النقيب، أنه (ناثر باهر وشاعر ساحر يقطر شفق حنينه عذوبة منغمة وحميا إشراقاته إكسيراً للحياة.. يالهول ما رأى الشاعر وغرائب ما عانى، كيف استطاع أن يحيل الحرائق إلى ضوء وحمرة الألم إلى شفق أخّاذ وأن يجعل من العمر ساعة تجلٍ وتملٍ لبارق ذلك الضوء ووقفة جلال وإجلال لذلك الشفق.. فضل النقيب رقة شاعر وموسوعية مثقف وشغف فنان وأريحية زعيم)
إن الوصف السابق محق بدليل أن النقيب بعد ذكريات أيام الألم والمعاناة في جنوب اليمن من دفاتر أيامه، انتهى إلى القول: (إن الكتابة ما هي إلا ترجعيات ذاكرة مترعة بالهموم وأصداء معاناةٍ ترسّبت في أعماق الروح، وكان لها لا بد أن تصعد يوماً إلى السطح، وقد تخلصت من الشوائب وبرئت من الجراح ومالت إلى المرح تقتنصه من فيض المرارة).
ليس ذلك فقط، بل إن فضل النقيب بحسه الوطني المرهف وبتجربته الواعية والمتنوعة يرسم لنا مشهداً تاريخياً لفعل القادة السياسيين حين يقول (لقد مضى أبطال تلك المرحلة بحسناتهم وسيئاتهم، بطولاتهم وبضعفهم الإنساني، بمعرفتهم وبجهلهم، بطموحاتهم وانكساراتهم، وكانوا في كل الاحوال نتاج مرحلة عاصفة ووضع اجتماعي صعب في وطن منقسم، كما لعبت الظروف الإقليمية والدولية دوراً كبيراً في تعقيد الأوضاع، وزاد الطين بلّه اعتناق العقيدة الماركسية التي أصبحت مثل سرير (فيدباس) في الميثولوجيا اليونانية.
يخلص النقيب إلى نتيجة مفادها: أن تلك التجربة لم تكن سيئاتٍ كلها ولكنها حققت جانباً إيجابياً، كانت اليمن ولا تزال المنطقة العربية كلها في حاجةٍ إليه، وهو توحيد الجزء الجنوبي من اليمن، نجد ذلك جلياً في قوله:
(للحق فإن التجربة التي امتدت لأكثر من ربع قرنٍ قد أنجزت مهام كانت تبدو في عداد المستحيلات وفي مقدمتها توحيد الجزء الجنوبي من اليمن الذي كان يضم أكثر من عشرين سلطنة وإمارة ومشيخة، لا تربطها أية وشائج، كما أن المد التعليمي والتأهيلي الذي أسهم الاتحاد السوفياتي بنصيبٍ وافرٍ فيه قد نقل المعرفة إلى كل بيتٍ تقريباً فارتفع الوعي الذي أسهم بدورٍ كبيرٍ في تأجيج الاختلافات نظراً لعدم وجود قنوات طبيعية ومدنية تستوعب التعددية التي هي من طبيعة الحياة)
(دفاتر الأيام) لا يتجاوز 120 صفحة. لوحة سوريالية مفزعة عن المرحلة الماركسية التي عاشها سكان عدن والجنوب الأبطال.
1. ↑  Khaled (7 يناير 2012). "السيرة الذاتية لفضل النقيب". آفاق فضل النقيب. مؤرشف من الأصل في 2023-12-09. اطلع عليه بتاريخ 2024-08-12.
2. ↑  للأخبار, مركز الاتحاد (8 Jan 2012). "وفاة الإعلامي اليمني فضل النقيب". مركز الاتحاد للأخبار (بar-AR). Archived from the original on 2024-08-12. Retrieved 2024-08-12.{{استشهاد ويب}}:  صيانة الاستشهاد: لغة غير مدعومة (link)
3. ↑  الموسوعة الفلسفية، وضع لجنة من العلماء والأكاديميين السوفياتيين، النسخة العربية، الطبعة الأولى، دار الطليعة-بيروت، أكتوبر 1974، ص 52-53
4. ↑  Lenin 1967 (1913). p. 07.
5. ↑  A Contribution to the Critique of Political Economy, Chapter II, 3
6. ↑  Hobsbawm، Eric. "Marx, Karl Heinrich". Oxford Dictionary of National Biography. مؤرشف من الأصل في 2021-08-19.

 للإطلاع على الكتاب وقرآته